# جمعية فرانس-ألجيري
جمعية فرنسا الجزائر  (بالفرنسية: France-Algerie) تأسست في20 يونيو 1963 سنة بعد استقلال الجزائر، من قبل شخصيات فرنسية اجتمعت بمبادرة من الجنرال ديغول حول إدمون ميتشيليت، حارس الأختام السابق. كان لديهم قناعة مشتركة عميقة بأن حصول الجزائر على الاستقلال في تموز / يوليو 1962 يمكن أن ينشئ بين الدولتين والشعبين حقبة جديدة من العلاقات المبنية على التقدير والصداقة.

## المؤسسين
وكان من بين هؤلاء الشخصيات مقاتلين سابقين في المقاومة الفرنسية مثل جيرمين تيليون وجنيفيف ديغول أنثونيوز وأنيس وأندريه بوستل-فيناي وجوزيف روفان وديفيد روسيت وروبرت بورون وستيفان هيسيل. كان هناك أيضًا مسؤولون وموظفون عسكريون شجبوا التجاوزات الرهيبة للحرب الجزائرية وعارضوها، مثل الجنرال جاك بريس دي بولاردير، والجنرال بيير بيلوت، وبول تيتجن، والصحفيين وكتاب وأدباء مثل جان دانيال، جان لاكوتور، جان ماري دوميناك، أندريه فروسارد، فرانسوا مورياك. إنضم للجمعية بعض من الأقدام السوداء من بين الذين تمكنوا من مقاومة دوامة الكراهية والعنف المميتة خلال سنوات الحرب، وعديد من القادة الطلابيين الجزائريين والفرنسيين الذين خاضوا حملاتهم معًا، كلهم كانو مباشرة بعد الاستقلال متفقين على ضرورة طي صفحة من صفحات التاريخ المؤلمة للتطلع للمستقبل.

## نشاطها
كان البعض يدير بالفعل جمعيات تضامن مع الشعب الجزائري: ال «صندوق المساعدة لضحايا هجمات منظمة الجيش السري» الذي أنشأه أندريه بوستيل فيناي وفرانسوا بلوخ لاين عام 1961 و «صندوق التضامن الفرنسي الجزائري» من ابتكار جيرمين تيليون وبيير إيمانويل و«لجنة جميلة بوباشا» بقلم فرانسواز دي لينكورت وجاك فونلوبت إسبيرابر.
وسرعان ما انضم إليهم شباب أكملوا خدمتهم العسكرية في الجزائر أو أكملوا فترة تدريبهم هناك كطلاب في المدرسة الوطنية للإدارة، مثل بيير جوكس وجان بيير شيفينمنت وبرنارد ستاسي وآخرين. ظل الجميع يعمل لدعم فكرة التفاهم الدائم بين الدولتين والشعبين الفرنسي والجزائري.
منذ إنشائها، ضاعفت الجمعية الفرنسية الجزائرية مبادرات رحلات المسؤولين المحليين المنتخبين في الجزائر والجزائريين في فرنسا، وتبادل الشباب، والمؤتمرات ذات الطابع الاقتصادي أو التاريخي  والمناسبات الثقافية.